# Юдифь и Олоферн (картина Климта)
Иудейская героиня флорентийского искусства предстаёт в виде циничной дамы полусвета с холодным, светским лицом Джоан Кроуфорд. Улыбаясь, она перебирает пальцами волосы мёртвого Олоферна, пародируя романтическую нежность.
«Юдифь и Олоферн» (нем. Judith und Holofernes), также «Юдифь I» (нем. Judith I) — картина австрийского художника Густава Климта на известный библейский сюжет. В интерпретации художника образ Юдифи несёт в себе идею всепоглощающей, обволакивающей власти женского очарования и тайны женского начала. Картина относится к «золотому периоду» творчества художника, хотя была написана ещё до его судьбоносной поездки 1903 года в Равенну, где Климта покорили золотые ранневизантийские мозаики в церкви Сан-Витале.
Юдифь на картине небольшого по сравнению с женскими портретами того же периода формата занимает почти всё пространство. Её пышные чёрные волосы напоминают шлем, который оказался срезан верхней кромкой картины. Золотые стилизованные деревья и чешуйки — аллюзия на ассирийские рельефы и тем самым на ассирийского полководца Олоферна. Откровенно чувственное выражение лица Юдифи усиливают взгляд из-под полуопущенных век и полуоткрытый рот. Её шею украшает золотое колье с драгоценными камнями, её бёдра по нижнему краю картины — такой же пояс и несколько браслетов в верхней части правой руки. Из одежды на Юдифи —наброшенный на плечи прозрачный платок с золотой набивкой, прикрывающий лишь одну грудь. Библейская героиня изображена после свершения акта мести. Правой рукой Юдифь нежно держит за волосы отрубленную голову Олоферна, расположенную в правом нижнем углу картины.
Узкую деревянную раму для картины с широкой металлической верхней планкой и надписью «Юдифь и Олоферн» между двух вытравленных боковых орнаментов выполнил младший брат Густава Климта Георг, её эскиз рамы обнаружился в альбоме Густава Климта, датированном 1901 годом и обнаруженном в 1969 году. Необходимость рамы с надписью возникла потому, что изображённую на картине ветхозаветную Юдифь часто принимали за новозаветную Саломею, капризно пожелавшую в награду за танец голову Иоанна Крестителя. Опознавательным знаком Юдифи на картинах в течение нескольких столетий служил меч, которым она отрубила голову полководцу, но у Климта он отсутствует. Юдифь, напротив, была порядочной вдовой, собственноручно отрубившей голову Олоферну ради спасения иудеев от угнетателей-ассирийцев. Долгое время Юдифь считалась в христианском мире положительной героиней, пока в XIX веке благодаря в особенности одноимённой пьесе Фридриха Геббеля её образ не деградировал до роковой женщины — убийцы мужчин. Мотив обольщения активно эксплуатировался также в искусстве символизма, тем самым грань между двумя персонажами-антиподами вуалировалась. И именно такую Юдифь вслед за символистами изобразил на своей картине Густав Климт: обольстительную, во всеоружии благороднейшего из металлов и готовой на всё. Это не бедная жертвенная вдова, а фам фаталь, в трансе после полового акта самозабвенно ласкающая отрубленную голову любовника.
Картина была написана в 1901 году, один из эскизов к картине датирован ещё 1899 годом. Впервые «Юдифь» демонстрировалась публике на открывшейся 15 марта 1901 года X выставке Венского сецессиона. К началу выставки она ещё не была готова, потому что для высыхания клея, применявшегося для фиксирования золота, требовалось значительное время. Климту пришлось торопиться, о чём свидетельствуют частично смазанные масляные краски, которыми оформлялись чешуйки золотого пейзажного фона. Ритмичный орнамент фона был навеян художнику ассирийским Лахишским барельефом из алебастра, обнаруженным британскими археологами в Ниневии в 1846—1851 годах. «Юдифь» приобрёл швейцарский художник и друг Климта Фердинанд Ходлер, подружившийся с Климтом во время пребывания в Вене по случаю выставки в 1904 году. Известно также, что до 1920 года картина находилась в собственности врача и владельца частной лечебницы Антона Лёва. После смерти доктора Лёва в 1907 году картина перешла в собственность Софии Лёв-Унгер, в 1920 году была приобретена через женевскую галерею Моос Бертой Ходлер и в 1954 году была выкуплена у неё галереей Бельведер.
Моделью для библейской Юдифи выступила хорошая знакомая художника Адель Блох-Бауэр. О ней в своей книге о Климте писал австрийский литератор Феликс Зальтен, восхищаясь умением художника перенести живой и современный дурманящий его женский образ в магическую тень далёких столетий. Зальтен видел в «Юдифи» стройную и гибкую еврейскую красавицу с горящими чувственным огнём тёмными глазами, жестоким ртом и трепещущими страстью крыльями носа, светскую даму, которая, шурша шёлком юбок, появляется на премьерах в вечернем платье с пайетками из ателье на венской Рингштрассе и притягивает к себе взгляды всех мужчин. Только Климт сорвал с её тела модные одежды и поставил перед зрителем в украшении вечной наготы.
Общепризнанная версия о том, что «Юдифь» была написана с Адели Блох-Бауэр, была поставлена под сомнение в 2019 году. В июне на торгах в аукционном доме «Им Кински» был представлен малоизвестный графический погрудный портрет дамы работы Густава Климта, перешедший в результате «частной реституции» из Фонда Климта наследникам Гертруды Лёв. Дама на рисунке, прежде считавшемся автономным произведением, обнаруживает большое сходство черт лица как с «Юдифью», так и оперной певицей Анной фон Мильденбург. В Вене судачили об этом ещё с первого показа картины в 1901 году. Благодаря роману с Густавом Малером Анна фон Мильденбург якобы получила приглашение в венскую придворную оперу в 1898 году. По слухам, до её брака с писателем Германом Баром у неё случился роман и с женолюбом Климтом. В пользу этой версии говорит и тот факт, что и картина, и рисунок в своё время находились в собственности Лёвов, а Гертруда была страстной почитательницей оперного искусства. Новую версию о том, что «Юдифь» написана с Мильденбург, поддерживает Альфред Вайдингер, климтовед с мировым именем.